# Енола Ґей

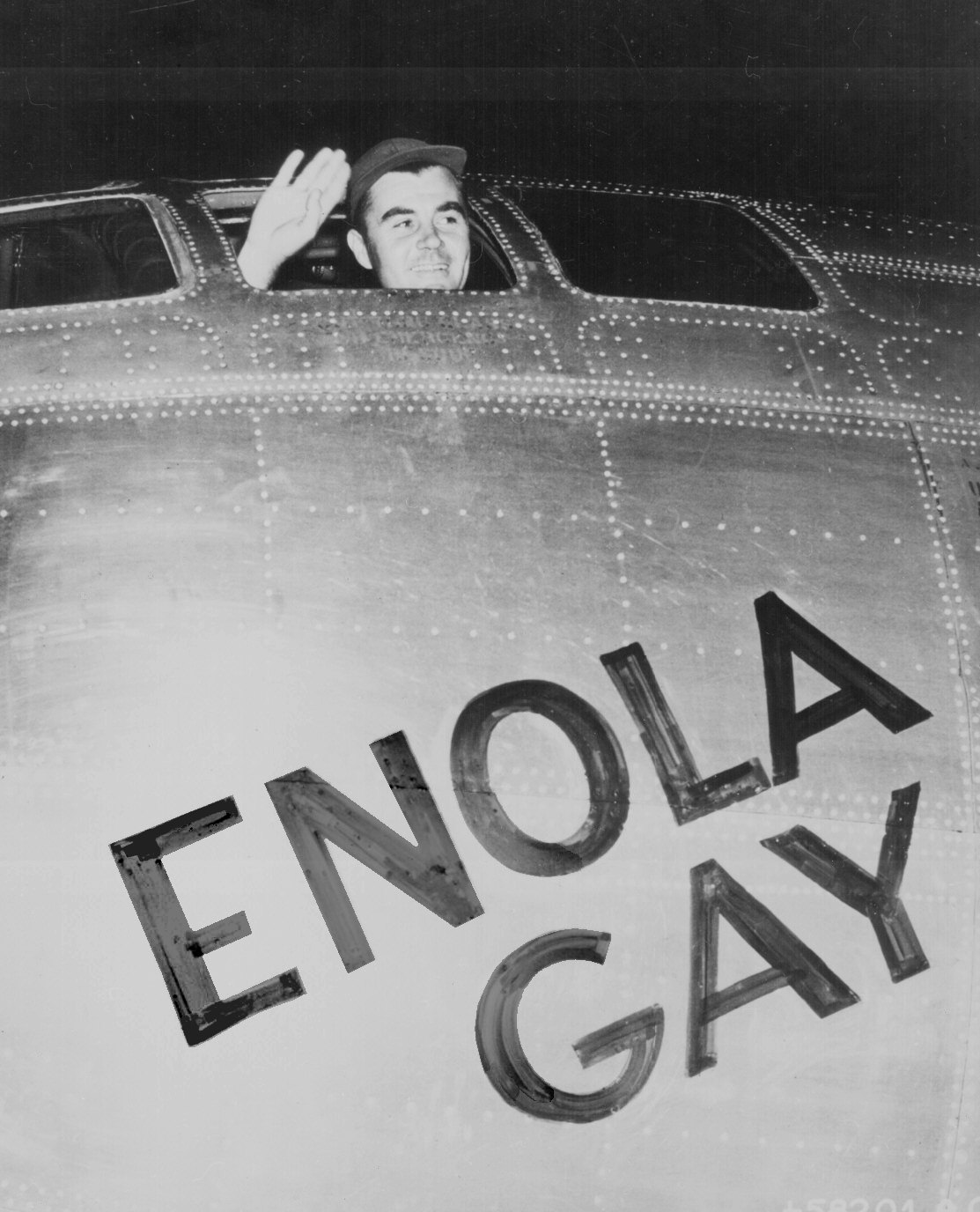
Полковник Пол Тіббетс прощається з кабіни «Еноли Ґей» перед вильотом до Хіросіми вночі 6 серпня 1945 року.

Енола Ґей (англ. Enola Gay) — стратегічний бомбардувальник моделі B-29 «Суперфортеця» 509-ї Змішаної Групи ВПС Армії США, який 6 серпня 1945 року скинув першу у світі ядерну бомбу «Малюк» на японське місто Хіросіма наприкінці Другої світової війни. Літак був названий на честь Еноли Ґей Тіббетс, матері командира і пілота Пола Тіббетса.
З 2003 року експонується в Національному музеї авіації та космонавтики США.

## Друга світова
«Енола Ґей» був літаком 509-ї Змішаної Групи у складі 393-ї бомбардувальної ескадрильї ВПС Армії США, одним з 15 переоснащених літаків B-29 під кодовим ім'ям «Срібні блюдця» (Silverplate), які мусили скинути ядерні бомби на Японію. Його збудувала компанія Ґленн Л. Мартін на заводі в місті Омаха штату Небраска на Оффуттівські авіабазі США. 9 травня 1945 року полковник Пол Тіббетс, командир 509-ї Змішаної Групи, особисто відібрав цей бомбардувальник на конвеєрі для проведення ядерного удару по Японії.
Літак був прийнятий на озброєння авіацією США 18 травня 1945 року і приписаний до команди В-9 під командуванням акапітана Роберта Л'юїса. 14 червня 1945 року бомбардувальник доставили з Омахи до бази 509-ї Змішаної Групи на армійському летовищі Вендовер в штаті Юта. Тринадцятьма днями пізніше машина була перекинута до Гуаму, де пройшла переоснащення, і 6 липня 1945 року прибула до авіабази на острові Тініан. Початково ідентифікаційний номер літака був «12», але 1 серпня як заходи безпеки на хвостовику додали позначку 6-го бомбардувального загону — «R» в колі та змінили номер на «82», щоб уникнути плутанини з іншим літаком цього загону.
В липні 1945 року, після 8 тренувальних та 2 бойових операцій зі скинення тренувального знаряду на промислові цілі в японських містах Кобе та Наґоя, 31 липня бомбардувальник вирушив на генеральну репетицію перед виконанням ядерного удару.
B-29, «Енола Ґей», 44-86292. 6 серпня 1945 року скинув «Малюка» на Хіросіму
5 серпня 1945 року, під час підготувань для проведення першого у світі ядерного бомбардування, пілот Пол Тіббетс назвав літак «Енола Ґей», на честь своєї матері Еноли Ґей Тіббетс. Він написав це ім'я на носі машини. Початковий командир бомбардувальника, Роберт Л'юїс, був розчарований, тим що Тіббетс усунув його від пілотування, і, на додаток, розмалював його літак.
Ядерне бомбардування Хіросіми 6 серпня 1945 року бомбардувальник «Енола Ґей» виконав без промахів і повернувся на базу в Тініані.

### Ядерне бомбардування Хіросіми
5 серпня 1945 року, під час підготовки до першого ядерного бомбардування, Пол Тіббетс прийняв командування літаком, названим Енола Гей на честь його матері. Пізніше Тіббетс писав, що: «мої думки [звернулися] в той момент до моєї мужньої рудоволосої матері, чия спокійна впевненість була [для мене] джерелом сили з дитинства, і особливо в період [сумнівів, під час якого] я вирішив залишити медичну кар'єру, щоб стати пілотом [в армії]. У той момент, коли [мій батько] думав, [що я з'їхав з глузду], вона підтримала мене і сказала, [що я був би щасливий із таким вибором]». Назва літака була написана на кабіні 5 серпня Алланом Л. Карлом, солдатом 509-го. Командиром літака є не Тіббетс, а Роберт А. Льюїс. Останній був незадоволений тим, що його замінив Тіббетс для цієї важливої місії, і розлютився, коли він прибув до літака вранці 6 серпня та виявив нині відомий напис.
Місто Хіросіма було метою першої місії ядерного бомбардування 6 серпня, з містами Кокура та Нагасакі як альтернативні цілі. Енола Гей, пілотований Тіббетсом, злітає з Норт-Філда на Північних Маріанських островах, приблизно за шість годин польоту від Японії, у супроводі двох інших B-29: Great Artiste, пілотований Чарльзом Суїні, з вимірювальними приладами та літаком без назви, пізніше названим Necessary Evil, під командуванням капітана Джорджа Марквардта, щоб робити фотографії. Інші літаки беруть участь у розвідці або використовуються в разі пошкодження. Директор Мангеттенського проєкту генерал-майор Леслі Річард Гроувс хотів, щоб подія була зафіксована для нащадків, щоб злітна смуга була освітлена прожекторами та були присутні журналісти. Коли Тіббетс готується до вильоту, він висувається з вікна, щоб дати сигнал глядачам, щоб вони вийшли з його смуги. Він скористався нагодою, щоб помахати присутнім камерам,— знімок, який стане відомим.
Після вильоту з Тініана на Маріанських островах літаки летять окремо до Іводзіми, де вони зустрічаються на висоті близько 8010 футів (2241 м), щоб вирушити до Японії. Енола Гей прибуває на ціль з чіткою видимістю близько 32300 футів (9845 м). Капітан Вільям Стерлінг Парсонс, з проєкту Альберта, який командує місією, оснащує бомбу під час польоту, щоб мінімізувати ризик аварії під час зльоту; аварії з цими бомбардувальниками були поширені в цій чутливій фазі. Його помічник, лейтенант Морріс Р. Джеппсон, видаляє пристрої безпеки за тридцять хвилин до досягнення цільової зони.
Бомбардувальник не стикнувся з опором противника і без інциденту долетів до японських берегів. Попереду летів розвідувальний літак, який викликав бойову готовність в Хіросімі — один з шести літаків місії -, — Енола Гей має зелене світло для нападу, а японці піднімають тривогу, враховуючи невелику кількість літаків, що наближається на великій висоті, що, здається, летять в інше місто. Бомбардування, заплановане о 8:15 ранку (час Хіросіми) проходить за планом, і Little Boy має 43 секунди, щоб впасти з літака, який летить на висоті близько 31000 футів (9448 м), до визначеної висоти детонації над містом: приблизно 1968 футів (600 м). Енола Гей пролітає 18,5 кілометрів, перш ніж відчув ударні хвилі вибуху, але переніс їх без пошкодження пристроїв. Початкова ціль — міст Aйой, чия «Т» форма (два дорожні полотна) легко впізнавана, але гіпоцентр — це в кінцевому підсумку лікарня Шима, на півдні.
Детонація створює вибух, еквівалентний 15 кілотонн TNT. Уран-235 вважається дуже неефективним у зброї, оскільки лише 1,7 % його матеріалу розщеплюється. Радіус повного руйнування становить приблизно 1,6 кілометри, що викликає пожежі, які знищують площу 1,6 км². Американці оцінюють, що 12 км² міста знищені. Японська влада визначає, що 69 % будівель Хіросіми знищені, а 6 — 7 % пошкоджені. Близько 70 000-80 000 людей, або 30 % населення міста, вбиті первинним вибухом і в результаті пожежі та 70 000 поранені. Серед загиблих людей, 20 000 — солдати.
Енола Гей безпечно повертається на свою Тініанську базу, прибуваючи о 14:58, через 12 годин та 13 хвилин польоту. Great Artiste і Necessary Evil прибувають незабаром. Кілька сотень людей, включаючи журналістів та фотографів, збираються, щоб увічнити повернення літаків. Тіббетс — це перший, хто приземляється і отримує хрест «За видатні заслуги» на місці. Його вручив генерал Карл Спаатс. Пізніше Тіббетса прийняв у Білому домі президент Гаррі С. Труман. 

### Екіпаж 6 серпня 1945 року

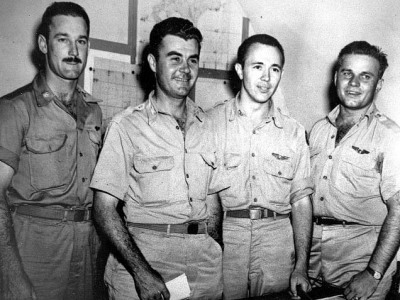
Члени екіпажу «Еноли Ґей». З ліва на право: Феребі, Тіббетс, ван Кірк, Л'юїс.

- Полковник Пол Тіббетс — командир екіпажу, пілот.
- Капітан Роберт Л'юїс — другий пілот.
- Майор Томас Феребі — бомбардир.
- Капітан Теодор ван Кірк — штурман.
- Лейтенант Джекоб Безер — спеціаліст з протирадарної боротьби.
- Капітан ВМС США Вільям Парсонс — спеціаліст з ядерної бомби.
- Молодший лейтенант Морріс Р. Джеппсон — помічник спеціаліста з ядерної бомби.
- Сержант Джо Стіборік — оператор радара.
- Сержант Роберт Карон — хвостовий стрілець.
- Сержант Вейн Дазенберрай — бортінженер.
- Сержант Роберт Шумард — помічник бортінженера.
- Шифрувальник першого класу Річард Нельсон — радист.

## Подальша історія
8 листопада 1945 року Л'юїс перевів «Енолу Ґей» до армійського летовища Розвел в штаті Нью Мексико. 29 квітня 1946 року літак брав участь в ядерних випробуваннях США операції «Кросроадз».
30 серпня того ж року бомбардувальник зняли з озброєння авіації США.
У 1995 році кабіна та носова частина «Еноли Ґей» були виставлені у Національному музеї авіації та космонавтики США. З 2003 року повністю реконструйований літак знаходиться в Центрі Стівена Удвар-Хазі цього музею.

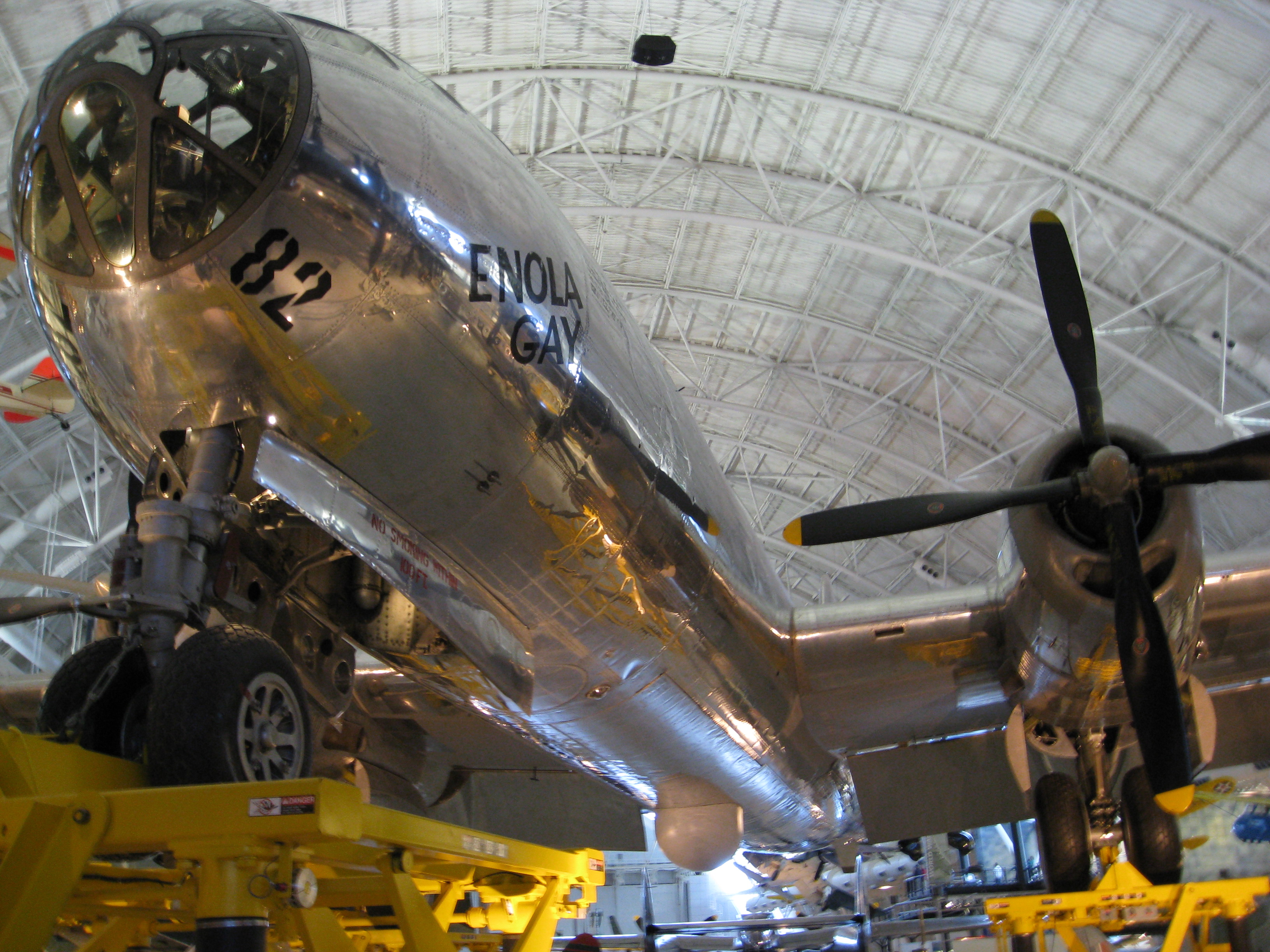
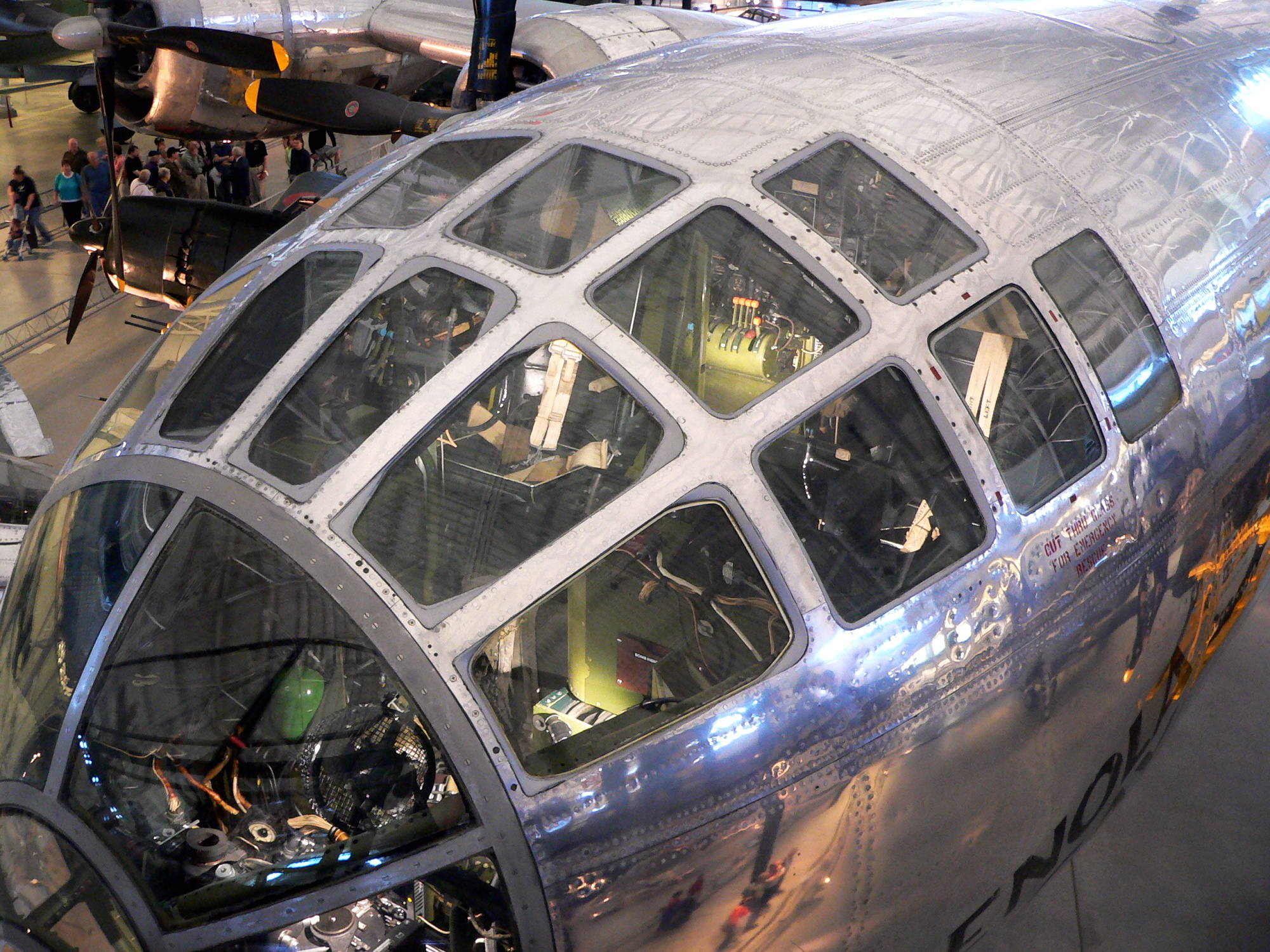
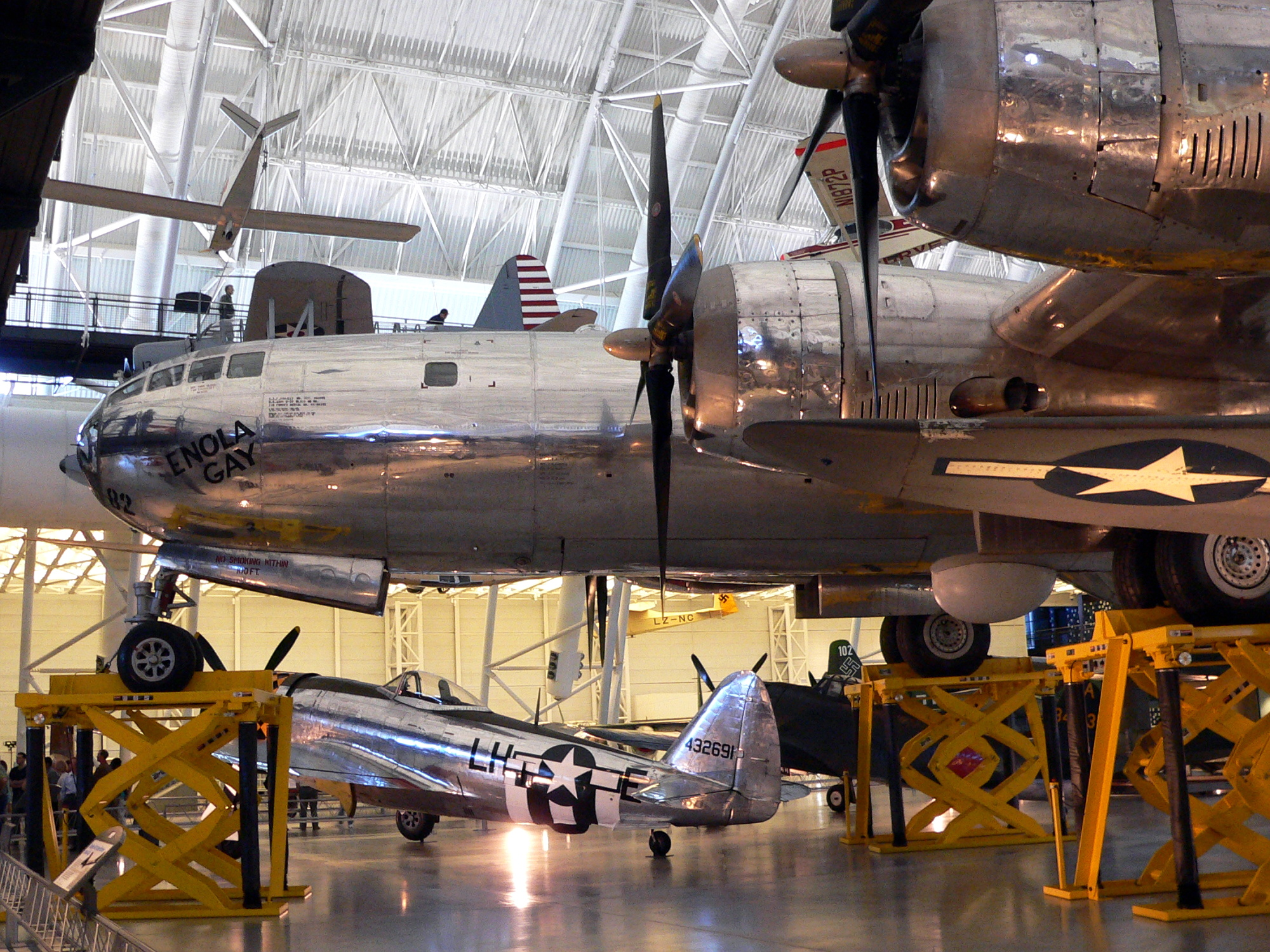
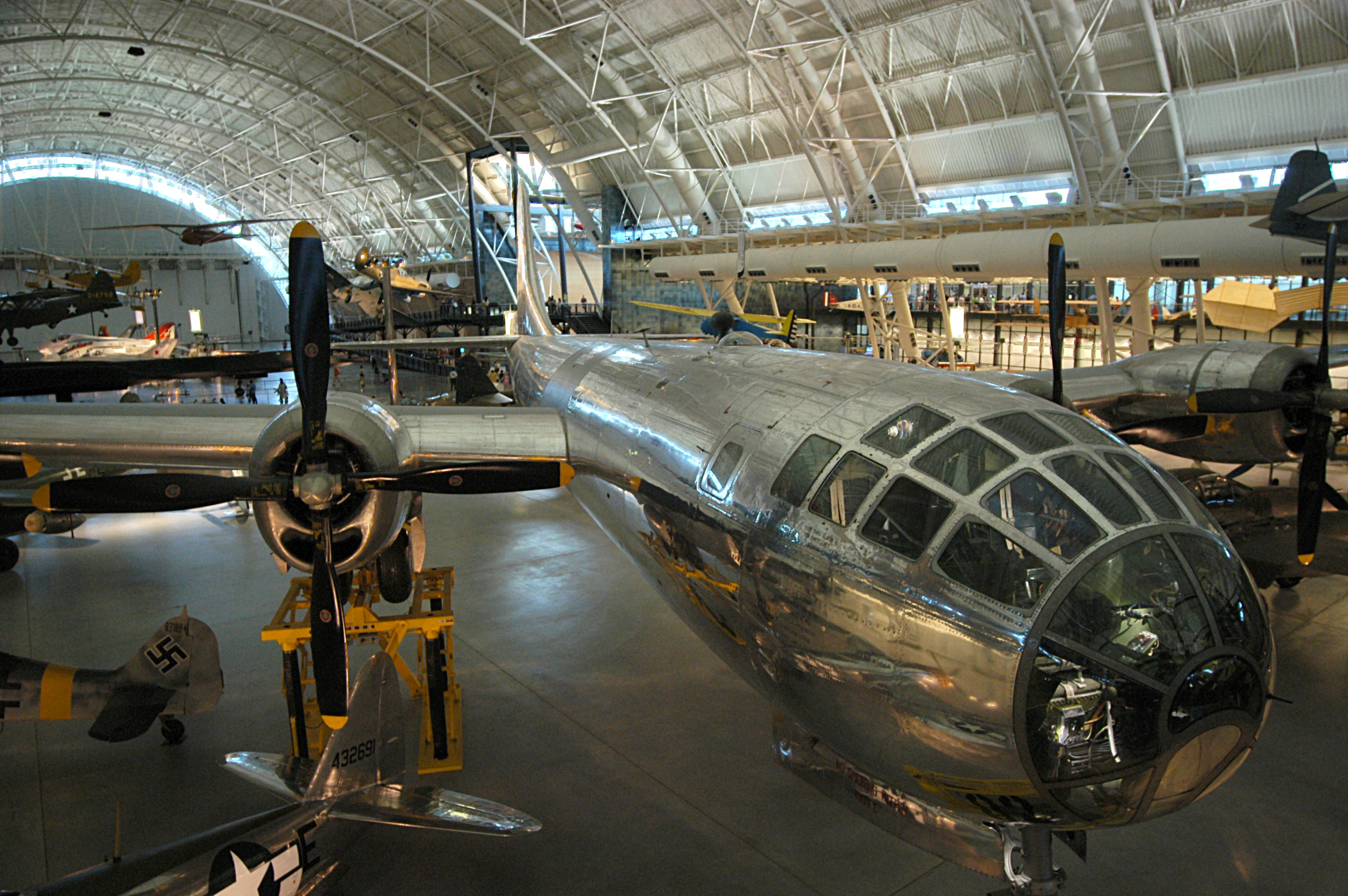

### Відео
- Інтерв'ю з екіпажем «Еноли Ґей»(англ.)